# Billy Dee Williams

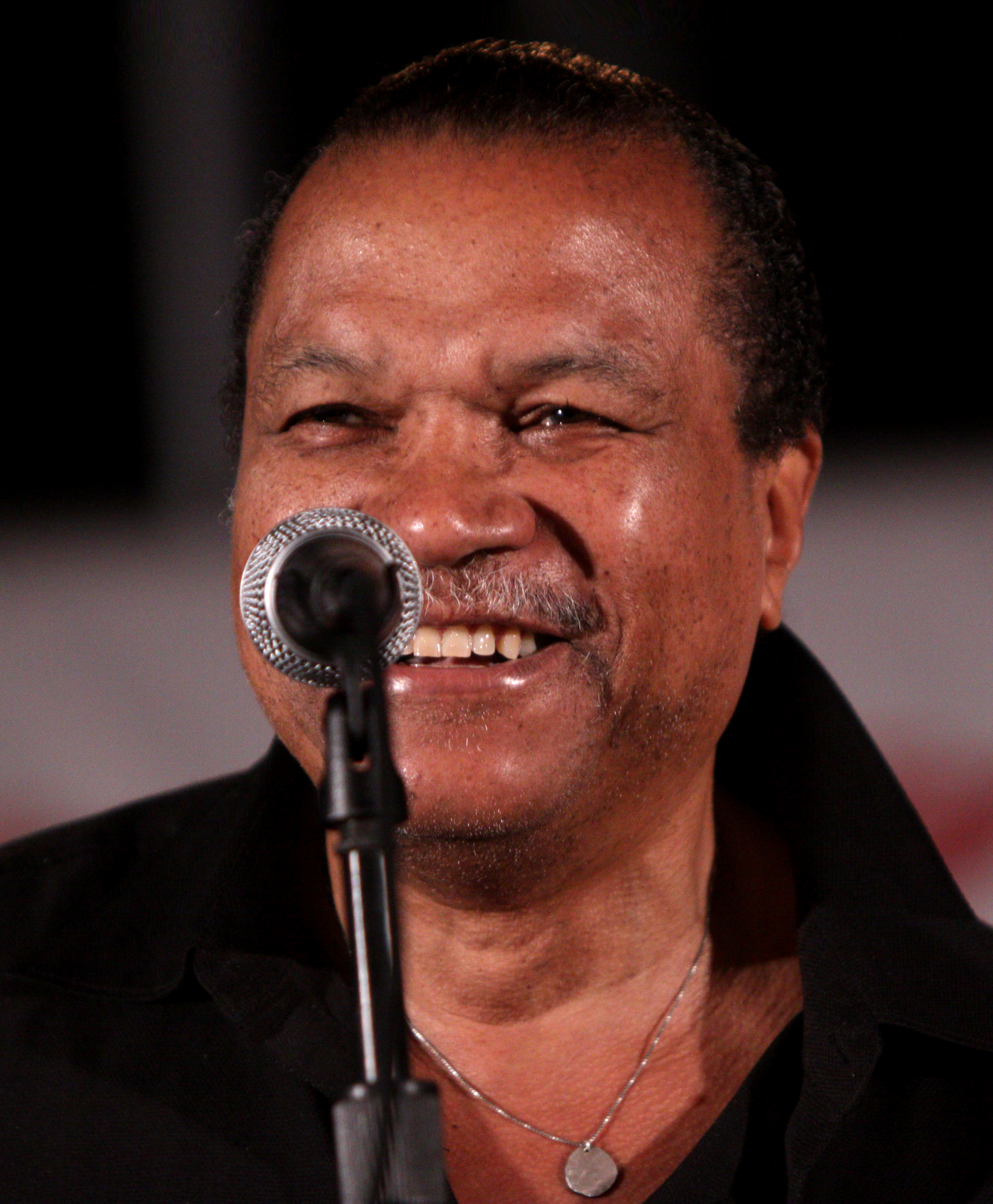
Billy Dee Williams na Phoenix Comicon (2011)

William December Dee „Billy” Williams Jr. (ur. 6 kwietnia 1937 w Nowym Jorku) – amerykański aktor, artysta malarz, piosenkarz i scenarzysta, określany jako „czarny Clark Gable”, znany przede wszystkim jako odtwórca roli Lando Calrissiana w trzech częściach sagi Gwiezdne wojny: Imperium kontratakuje, Powrót Jedi i Skywalker. Odrodzenie.
W 1985 otrzymał własną gwiazdę w Alei Gwiazd w Los Angeles znajdującą się przy 1521 Vine Street.

## Życiorys

### Wczesne lata
Urodził się na nowojorskim Manhattanie jako jeden z bliźniaków z siostrą Lorettą. Jego rodzice byli czarnoskórzy. Jego ojciec, William December Williams Sr., pracował jako dozorca i pochodził z Teksasu, a matka Loretta Anne/Eve (z domu Scott) była operatorką windy i pochodziła z Montserrat, wyspy na Karaibach. Dorastał w Harlemie wychowywany przez babkę ze strony matki, gdy jego rodzice pracowali. W 1945, w wieku ośmiu lat zadebiutował na scenie Broadwayu u boku austriackiej aktorki Lotte Lenyi w przedstawieniu Płonąca pochodnia Florencji (The Firebrand of Florence). Poznawał tajniki aktorstwa w nowojorskim Harlem Actors Workshop.

### Kariera
W 1960 wystąpił w sztuce Wspaniały świat (The Cool World). Ukończył nowojorską szkołę średnią Fiorello H. LaGuardia High School of Music & Art and Performing Arts, a następnie kontynuował naukę w National Academy of Fine Arts and Design w Nowym Jorku i Harlem Actors Workshop, gdzie nauczycielem był Sidney Poitier.
Po kinowym debiucie w dramacie Ostatni gniewny człowiek (The Last Angry Man, 1959), w 1961 Williams nagrał longplay jazzowy wydany przez Prestige Records pt. Let’s Misbehave, na którym zaśpiewał kilka standardów. Album w tym czasie okazał się sukcesem komercyjnym i zakwalifikował się do legendarnej wytwórni Motown 25: Yesterday, Today, Forever (1983).
W 1963 grał w spektaklu off-broadwayowskim The Blue Boy in Black. Pojawił się na małym ekranie w prestiżowych serialach: CBS Obrońcy (The Defenders, 1964), operze mydlanej NBC Inny świat (Another World, 1964), CBS Pielęgniarki (The Nurses, 1965), operze mydlanej CBS Guiding Light (1966) jako dr Jim Frazier. W 1967 wystąpił na broadwayowskiej scenie w musicalu Hallelujah, Baby!. Za rolę Gale’a Sayersa, zawodnika drużyny futbolu amerykańskiego w telewizyjnym biograficznym dramacie sportowym ABC Pieśń Briana (Brian’s Song, 1971) otrzymał nagrodę TV Land i był nominowany do nagrody Emmy. Dwukrotnie był ekranowym partnerem Diany Ross; w biograficznym dramacie muzycznym Sidneya J. Furiego Lady śpiewa bluesa (Lady Sings the Blues, 1972) w roli Louisa McKaya i dramacie Mahogany (1975).
W 1975 zagrał w teatrze jako Dr Martin Luther King Jr. w sztuce Mam marzenie (I Have a Dream). Startował do roli Hana Solo w filmie sci-fi George’a Lucasa Gwiezdne wojny: część IV - Nowa nadzieja (Star Wars: Episode IV - A New Hope, 1977), którą ostatecznie powierzono Harrisonowi Fordowi. Przełomem w karierze stała się kreacja barona-administratora Miasta Chmur, hazardzisty generała Lando Calrissiana w dwóch częściach sagi Gwiezdne wojny: Imperium kontratakuje (Star Wars: Episode V – The Empire Strikes Back, 1980) i Powrót Jedi (Star Wars: Episode VI - Return of the Jedi, 1983), za którą zdobył nominację do nagrody Saturna. Po latach użyczył tej postaci głosu w grze komputerowej Jedi Outcast.
Pojawił się w roli Brady’ego Lloyda, zaborczego męża piosenkarki Dominique Deveraux (Diahann Carroll), przyrodniej siostry Blake’a Carringtona (John Forsythe) w operze mydlanej ABC Dynastia (Dynasty, 1984–1985).
W 1988 odniósł sukces na Broadwayu w sztuce Augusta Wilsona Fences jako Troy Maxon. W obrazie fantasy Tima Burtona Batman (1989) wystąpił w roli prawnika okręgu administracyjnego Harveya Denta. W 1991 poświęcił się swojej pasji, którą było malarstwo. Zachwycił recenzentów rolą Henry’ego Watersa, ojca skazanego na 25 lat za napad i gwałt więźnia w niezależnym dramacie Wizyta (The Visit, 2000), za którą zdobył nominację do trzech nagród: Independent Spirit Awards, Image Award i Black Reel. Można go było dostrzec w sitcomie CBS Różowe lata siedemdziesiąte (That ’70s Show, 2004) jako pastora Dana oraz operze mydlanej ABC General Hospital: Night Shift (Szpital miejski: Nocna zmiana, 2007) jako Toussainta Dubois. Użyczył swojego głosu Lando Calrissianowi, bohaterowi seryjnej komedii animowanej Robot Chicken (2007) oraz zagrał Redmonda Boyle’a w grze wideo Command & Conquer 3: Wojny o tyberium (2007).
W 2016 wziął udział w reklamie piwa 'Colt 45'.
W 2019 powrócił do swojej roli Lando Calrissiana w Gwiezdnych wojnach – w dziewiątej, zamykającej trylogię sequeli części cyklu pt. Gwiezdne wojny: Skywalker. Odrodzenie.

## Życie prywatne
Williams trzy razy był żonaty. Jego pierwszą żoną była Audrey Sellers w 1959 roku. Rozwiedli się kilka lat później, po czym najwyraźniej popadł w depresję. Stwierdził, że „był okres, kiedy byłem bardzo przygnębiony, spłukany, przygnębiony”. Mają syna, Coreya Williamsa. W 1968 Williams poślubił modelkę i aktorkę Marlene Clark na Hawajach. Ich małżeństwo trwało tylko dwa lata i rozwiedli się w 1971 Williams poślubił Teruko Nakagami 27 grudnia 1972. Mają córkę, Hanako (ur. 1973). Wnieśli o rozwód w 1993, zbiegli się w 1997.

## Filmografia

### Filmy fabularne
| Rok  | Tytuł                                                                     | Rola                    | Reżyser                        |
| ---- | ------------------------------------------------------------------------- | ----------------------- | ------------------------------ |
| 1959 | Ostatni z gniewnych (The Last Angry Man)                                  | Josh Quincy             | Daniel Mann                    |
| 1970 | Za miastem (The Out-of-Towners)                                           | Lost & Found - Boston   | Arthur Hiller                  |
| 1970 | Czarna brygada (Carter's Army, TV )                                       | szeregowy Lewis         | George McCowan                 |
| 1972 | Końcowe odliczanie (The Final Comedown)                                   | Johnny Johnson          | Oscar Williams                 |
| 1972 | Lady śpiewa bluesa (Lady Sings the Blues)                                 | Louis McKay             | Sidney J. Furie                |
| 1973 | Hit!                                                                      | Nick Allen              | Sidney J. Furie                |
| 1974 | The Take                                                                  | Sneed                   | Robert Hartford-Davis          |
| 1975 | Mahogany                                                                  | Brian Walker            | Berry Gordy                    |
| 1976 | The Bingo Long Traveling All-Stars & Motor Kings                          | Bingo Long              | John Badham                    |
| 1977 | Scott Joplin (TV)                                                         | Scott Joplin            | Jeremy Kagan                   |
| 1980 | Gwiezdne wojny: część V – Imperium kontratakuje (The Empire Strikes Back) | Lando Calrissian        | Irvin Kershner                 |
| 1980 | Wieża zakładników (The Hostage Tower, TV)                                 | Clarence Whitlock       | Claudio Guzmán                 |
| 1981 | Nocny jastrząb (Nighthawks)                                               | sierżant Matthew Fox    | Bruce Malmuth                  |
| 1983 | Marvin & Tige                                                             | Richard Davis           | Eric Weston                    |
| 1983 | Gwiezdne wojny: część VI – Powrót Jedi (Return of the Jedi)               | Lando Calrissian        | Richard Marquand               |
| 1984 | Miasto strachu (Fear City)                                                | Al Wheeler              | Abel Ferrara                   |
| 1984 | Bomba zegarowa (Time Bomb, TV)                                            | Wes Tanner              | Paul Krasny                    |
| 1984 | Terror in the Aisles                                                      | sierżant Matthew Fox    | Andrew J. Kuehn                |
| 1986 | Oceany Ognia (Oceans of Fire, TV)                                         | Jim McKinley            | Steve Carver                   |
| 1986 | Odwaga (Courage, TV)                                                      | Bobby Jay               | Jeremy Kagan                   |
| 1986 | The Right of the People (TV)                                              | Mike Trainor            | Jeffrey Bloom                  |
| 1987 | Number One with a Bullet                                                  | detektyw Hazeltine      | Jack Smight                    |
| 1987 | Złudzenie (Deadly Illusion)                                               | Hamberger               | Larry Cohen, William Tannen    |
| 1988 | Desperat powraca (Return of the Desperado, TV)                            | Daniel Lancaster        | E.W. Swackhamer                |
| 1989 | Batman                                                                    | Harvey Dent             | Tim Burton                     |
| 1990 | Secret Agent OO Soul                                                      | tajny agent Zero        | Julius LeFlore                 |
| 1991 | Odlotowy trabant (Driving Me Crazy)                                       | Max                     | Jon Turteltaub                 |
| 1991 | Trabbi Goes to Hollywood                                                  | Max                     | Jon Turteltaub                 |
| 1992 | Giant Steps                                                               | Slate Thompson          | Richard Rose                   |
| 1993 | Nieproszony gość (Alien Intruder)                                         | kommndor Skyler         | Ricardo Jacques Gale           |
| 1993 | Skazany na wolność (Marked for Murder, TV)                                | kapitan Jack Reilly     | Mimi Leder                     |
| 1993 | Wiadomość z Wietnamu (Message from Nam, TV)                               | Felix                   | Paul Wendkos                   |
| 1995 | Pułapka uczuć (Falling for You, TV)                                       | porucznik Frank Lazaro  | Eric Till                      |
| 1996 | The Prince                                                                | Jamie Hicks             | Pinchas Perry                  |
| 1996 | Maska śmierci (Mask of Death)                                             | Agent Jeffries          | David Mitchell                 |
| 1997 | Żywy cel (Moving Target)                                                  | detektyw Don Racine     | Damian Lee                     |
| 1997 | Stalowe rekiny (Steel Sharks)                                             | admirał Jim Perry       | Rodney McDonald                |
| 1997 | Czwarty król (Il Quarto re, TV)                                           | Gasparre                | Stefano Reali                  |
| 1998 | The Contract                                                              | senator Harmon          | K.C. Bascombe                  |
| 1998 | Woo                                                                       | w roli samego siebie    | Daisy von Scherler Mayer       |
| 1998 | Takie czasy (Hard Time, TV)                                               | Leo Barker              | Burt Reynolds                  |
| 1999 | Lęk skrada się w milczeniu (Fear Runs Silent, wideo)                      | szeryf Hammond          | Serge Rodnunsky                |
| 2000 | Wizyta (The Visit)                                                        | Henry                   | Jordan Walker-Pearlman         |
| 2000 | Zalotnik w akcji (The Ladies Man)                                         | Lester                  | Reginald Hudlin                |
| 2001 | Good Neighbor                                                             | sierżant Paul Davidson  | Todd Turner                    |
| 2002 | The Last Place on Earth                                                   | dr Davis                | James Slocum                   |
| 2002 | Tajniak (Undercover Brother)                                              | generał Warren Boutwell | Malcolm D. Lee                 |
| 2003 | Monolit 2 – Ewolucja (Epoch: Evolution, TV)                               | Ferguson                | Ian Watson                     |
| 2003 | Today will be Yesterday Tomorrow                                          | Godot                   | Alex Goldberg                  |
| 2004 | The Maintenance Man (wideo)                                               | Melven                  | Je'Caryous Johnson             |
| 2005 | Constellation                                                             | Helms Boxer             | Jordan Walker-Pearlman         |
| 2006 | Piekielne sąsiedztwo (Hood of Horror)                                     | pastor Charlie          | Stacy Title                    |
| 2008 | iMurders                                                                  | Robert Delgado          | Robbie Bryan                   |
| 2009 | Fanboys                                                                   | sędzia Reinhold         | Kyle Newman                    |
| 2009 | The Perfect Age of Rock ’n’ Roll                                          | Ace Millstone           | Scott Rosenbaum                |
| 2010 | Barry Munday                                                              | Lonnie Green            | Chris D'Arienzo                |
| 2012 | This Bitter Earth                                                         | Joe Watkins             | David Lee Rawlings             |
| 2014 | Blood Lines                                                               | sędzia Devi             | Pascal Atuma                   |
| 2014 | Lego: Przygoda (The Lego Movie)                                           | Lando Calrissian (głos) | Phil Lord i Christopher Miller |
| 2015 | The Man in 3B                                                             | Cain                    | Trey Haley                     |
| 2019 | Star Wars: The Rise of Skywalker                                          | Lando Calrissian        | J.J. Abrams                    |

### Seriale TV
| Rok       | Tytuł                                                        | Rola                            |
| --------- | ------------------------------------------------------------ | ------------------------------- |
| 1964      | Inny świat (Another World)                                   | asystent prokuratora okręgowego |
| 1966      | Guiding Light                                                | dr Jim Frazier                  |
| 1971      | Dan August                                                   | Steve MacAdams                  |
| 1971      | Mission: Impossible                                          | Hank Benton                     |
| 1983      | Motown 25: Yesterday, Today, Forever                         | w roli samego siebie            |
| 1984-85   | Dynastia (Dynasty)                                           | Brady Lloyd                     |
| 1990      | Cwaniak (Wiseguy)                                            | Jesse Hains                     |
| 1993      | Martin (1992)                                                | Langston Paige                  |
| 1993      | Inny świat (A Different World)                               | w roli samego siebie            |
| 1994      | Północ-Południe III (Heaven & Hell: North & South, Book III) | Francis Cardozo                 |
| 1999–2001 | Kolorowy dom (The Hughleys)                                  | Jerry Rose                      |
| 2000      | Operacja wieczność (Code Name: Eternity)                     | dr Jim Graham                   |
| 2000–2001 | Sprawiedliwość na 18 kołach (18 Wheels of Justice)           | Burton Hardesty                 |
| 2004      | Różowe lata siedemdziesiąte (That 70s Show)                  | pastor Dan                      |
| 2004      | Pół na pół (Half & Half)                                     | Otis 'Omar Funk' Wright         |
| 2006      | Hoży doktorzy (Scrubs)                                       | w roli samego siebie            |
| 2007      | Zagubieni (Lost)                                             | w roli samego siebie            |
| 2007–2008 | General Hospital: Night Shift                                | Touissant DuBois                |
| 2008      | Prywatna praktyka (Private Practice)                         | Henry                           |
| 2008      | Robot Chicken                                                | Fudge Turnover                  |
| 2009      | Szpital miejski (General Hospital)                           | Toussiant DuBois                |
| 2011      | Białe kołnierzyki (White Collar)                             | Ford / Bradford Toman           |
| 2011      | The Cleveland Show                                           | Lando Calrissian                |
| 2012      | The Life & Times of Tim                                      | w roli samego siebie            |
| 2012–2014 | Agenci NCIS (NCIS)                                           | Leroy Jethro Moore              |
| 2013      | Współczesna rodzina (Modern Family)                          | w roli samego siebie            |
| 2014      | Dancing with the Stars (sezon 18)                            | w roli samego siebie            |
| 2014      | Glee                                                         | Andy Collins                    |
| 2015      | Star Wars: Rebelianci (Star Wars Rebels)                     | Lando Calrissian (głos)         |
| 2016      | Lego Star Wars: Przygody Freemakerów                         | Lando Calrissian (głos)         |

## Książki
- PSI/Net (1999), ISBN 978-0-312-86766-9
- JUST/In Time (2001), ISBN 978-0-8125-7240-7
- Twilight: A Novel (2002), ISBN 978-0-312-87909-9